# النكبة (كتاب)

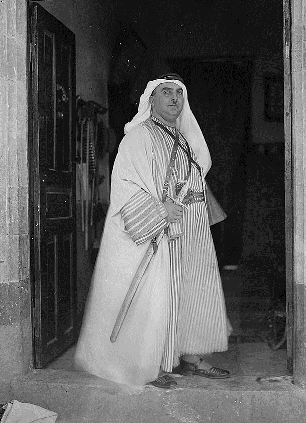
عارف العارف

النكبة (نكبة بيت المقدس والفردوس المفقود بين عامي 1947-1949) كتاب ألّفه المؤرخ الفلسطيني عارف العارف، وثّق المرحلة التي سبقت وتلت النكبة علم 1948، ويعتبر الكتاب مرجع عربي فلسطيني مهم، نُشر لأول مرة في طبعته الأولى بين عامي 1951 و1961 عن المطبعة العصرية في صيدا ثم أعادت مؤسسة الدراسات الفلسطينية إصداره في طبعة ثالثة للكتاب في عام 2013.
يتألف الكتاب من 3 أجزاء: الجزء الأول تحت عنوان «من قرار التقسيم إلى بدء الهدنة الأولى»، الجزء الثاني تحت عنوان «من بدء الهدنة الأولى إلى اتفاقيات الهدنة الدائمة بين الدول العربية وإسرائيل»، الجزء الثالث تحت عنوان «ملاحق وسجل الشهداء».